# 西尔维娅·帕伦特
西尔维娅·帕伦特（義大利語：Silvia Parente，1969年9月29日—），意大利女子高山滑雪运动员。她曾代表意大利参加1992年、1994年、1998年和2006年冬季残疾人奥林匹克运动会高山滑雪比赛，获得一枚金牌和四枚铜牌。